# Hamid Zarbaf
Hamid Haji Jafar Zarbaf (Iran, 22 augustus 1990) is een Nederlandse voetballer van Iraanse afkomst die als verdediger voor Go Ahead Eagles speelde.

## Carrière
Hamid Zarbaf speelde in de jeugd van sv Helios en Go Ahead Eagles.
In 2012 nam Zarbaf deel aan een trainingskamp met Jong Iran.
Na twee seizoenen in de hoofdmacht van sv Helios (4e Klasse H) speelde hij achtereenvolgens voor Koninklijke UD (2e Klasse J), CSV Apeldoorn (Topklasse), Rohda Raalte (Hoofdklasse C) en HHC Hardenberg (2e Divisie). In januari 2018 werd hij opgenomen in de selectie van Go Ahead Eagles in de 1e Divisie.
Zarbaf debuteerde op 2 februari 2018 in de hoofdmacht van Go Ahead Eagles. Dat was in de met 2-1 verloren uitwedstrijd tegen SC Cambuur waar Zarbaf in de basis startte. Na een halfjaar besloten de club en Zarbaf het contract te ontbinden.

### Statistieken
| Seizoen                      | Club            | Land           | Competitie     | Competitie | Competitie | Beker | Beker | Totaal | Totaal |
| Seizoen                      | Club            | Land           | Competitie     | Wed.       | Dlp.       | Wed.  | Dlp.  | Wed.   | Dlp.   |
| ---------------------------- | --------------- | -------------- | -------------- | ---------- | ---------- | ----- | ----- | ------ | ------ |
| 2017/18                      | Go Ahead Eagles | Nederland      | Eerste Divisie | 5          | 0          | 0     | 0     | 5      | 0      |
| Carrièretotaal               | Carrièretotaal  | Carrièretotaal | Carrièretotaal | 5          | 0          | 0     | 0     | 5      | 0      |
| Bijgewerkt t/m 28 april 2018 |                 |                |                |            |            |       |       |        |        |